# ريتشارد كاستل
ريتشارد كاستل (بالفرنسية: Richard Castel)‏ هو لاعب اتحاد الرغبي فرنسي، ولد في 31 ديسمبر 1972 في هيرولت في فرنسا.

## وصلات خارجية
- ريتشارد كاستل عل موقع إسبنسكروم (الإنجليزية)